# وودنیانتسی (استان دوبریچ)
وودنیانتسی (به بلغاری: Vodnyantsi) یک منطقهٔ مسکونی در بلغارستان است که در شهرستان دوبریچکا واقع شده‌است.